# John O'Keefe
Pour les articles homonymes, voir O'Keefe et John A. O'Keefe.
John O'Keefe (né le 18 novembre 1939 à New York) est un neuroscientifique et professeur américano-britannique à l'Institute of Cognitive Neuroscience et au département d'anatomie de l'University College London.
Il étudie les cellules de lieu et le rythme thêta. Il est co-lauréat du prix Nobel de médecine 2014 avec May-Britt Moser et Edvard Moser.

## Prix et récompenses
- Le 6 octobre 2014 John O'Keefe reçoit le Prix Nobel de médecine avec May-Britt et Edvard Mosel pour « leurs découvertes sur les cellules qui constituent un système de géo-position dans le cerveau[3] », les cellules de lieu, les cellules de grille.
- Prix Louisa-Gross-Horwitz en 2013.

## Publications
- Écrit avec N. Burgess, K. J. Jeffery The hippocampal and parietal foundations of spatial cognition, Oxford University Press, 1998
- Écrit avec P. Andersen, R. Morris, D. Amaral, T. Bliss The Hippocampus Book, Oxford University Press, 2007
- Avec Lynn Nadel : The Hippocampus as a cognitive map, Oxford University Press, 1978 (en) Site web en ligne